# 耶弗拉兹公司
耶弗拉兹公司 （俄语：Евраз）是一家垂直整合钢铁与矿山的跨国公司。总部位于伦敦，运营于俄罗斯境内，在乌克兰、哈萨克斯坦、意大利、捷克、美国、加拿大、南非也有业务。 2015年4月Lanebrook Ltd.控制了63.70%股权。最终控制人为罗曼·阿尔卡季耶维奇·阿布拉莫维奇（31.03%）、 主席亚历山大·阿布拉莫夫 （21.59%）、CEO 亚历山大·弗罗洛夫 （10.78%）。

## 历史
1992年作为一家小型钢材贸易企业创立。2005年6月2日，其8.3%的股份在伦敦发行存託憑證。定价$14.50，意味着公司净值$5.15 billion.

## 运营结构
如下:

### 钢铁
- 下塔吉尔钢铁联合企业（英语：Nizhny Tagil Iron and Steel Plant） （NTMK）
- 新库兹涅茨克钢铁联合企业（英语：Novokuznetsk Iron and Steel Plant）(NKMK)
- 西西伯利亚冶金联合企业（英语：West-Siberian Metal Plant）（ZSMK） 2011年并购。
- Palini & Bertoli 位于意大利乌迪内
- Oregon Steel Mills（英语：Oregon Steel Mills），总部位于美国康涅狄格。
- ЕВРАЗ ДМЗ（俄语：ЕВРАЗ ДМЗ），位于乌克兰

### 铁矿石
- 科麦罗沃州
  - Tashtagol Mine, Kaz Mine, Sheregesh Mine, Gurev Mine, Abagur烧结选矿厂
- 斯维尔德洛夫斯克州卡奇卡纳尔矿山与处理企业(KGOK)矿坑
- 乌克兰克里沃罗格Sukha Balka Mines

### 焦煤
- 库兹巴斯地区的Yuzhkuzbassugol 焦煤矿
- 梅日杜列琴斯克的Raspadskaya（英语：Raspadskaya (company)）焦煤矿

### 钒
- EVRAZ Highveld Steel and Vanadium Corporation Ltd. 位于南非
- EVRAZ Vanady 图拉
- EVRAZ Nikom

### 销售与物流
- Metallenergofinance MEF,
- 纳霍德卡港
- Trading House EvrazHolding/TH EvrazHolding
- Trading House EvrazResource/TH EvrazResource